# 本間義広
本間 義広（ほんま よしひろ、1957年＜昭和32年＞1月3日 - ）は、日本の実業家、クックピット株式会社の創業者兼代表取締役、白湯師(ぱいたんし)とも言われている。

## 【概要】
和食の板前として飲食業界に入り、10年間の板前修業を経て、外食系レストラン「レッドロブスター」に転職。8年間勤務し年間勤務し、最後の5年間はスーパーバイザーを務める。レッドロブスター時代では、世界一蟹を売った男として知られている（レッドロブスターセールスコンクールで世界一）。ある時、東京西麻布のラーメン店「赤のれん」の味に感動し、同店での修行をスタート。大手企業の協力を得て、「福のれん」という豚骨ラーメンを主軸としたラーメン居酒屋という形態として店舗展開を始め、12年間で18店舗まで拡大する。培ったノウハウとスープ製造技術を活かすべく、2006年に業務用無添加スープ（ストレートスープ）の製造・販売を主軸とする会社「クックピット」を創業し、2017年にはタイ工場を設置し東南アジア諸国連合（ASEAN）への提供を開始した。

## 【人物】

### 職人時代
服部栄養専門学校を卒業後、19歳から和食の板前として飲食業界に入る。7年の間、月収7万円で働き続ける。23歳の時、天ぷら魚新の六本木勤務となり天ぷら職人として修行を行う。この当時のお客さんとしてドラゴンクエストの作曲家として知られるすぎやま こういち氏などがある。
すぎやま氏との交流エピソードとして、気に入られた本間は自宅にお邪魔し、帰り際歩いて帰ろうとした際、徒歩での帰宅を不憫に思ったすぎやま氏は「本間くんこのフェアレディZあげるから、乗って帰りなよ」と言い放ったというエピソードがある。当時月収7万円しかなかった本間は駐車場の費用も賄えなかったため諦めたという。

### レッドロブスター時代
マネージメント業務を勉強するために26歳からレッドロブスターに勤務する。勤めて２年後の28歳の時、セールスコンクールで世界一の販売数を上げ表彰される。
また、この際ロブスターではなく蟹を世界一売った男としても知られている。週末には子どもたちに生きてる蟹を触れるイベントを開催し、店内のロブスターのイラストが描かれたポスターや壁紙は全て排除し、代わりに蟹のイラストへと変更させ、トイレの便座カバーまでも蟹に換えてしまうほどの蟹推しの営業努力を行い見事世界一蟹を売った男として表彰されることとなった。

### ラーメン店主時代
たまたま通り掛かった西麻布の博多らぁめん「赤のれん」の味に惚れ込み、何度も弟子入りを志願する。「味を盗みにきたのか」と何度も追い返されるがめげずに通い続け3度目の懇願でやっと許され、赤のれんのアルバイトとして勤務する。当時、本間には2人の小さな子供がおり、そのうち1人は生まれたばかりの赤ちゃんであったが、すべての経歴を捨て最低時給のアルバイトとして働いていた。この事は当時の家族に内緒であったが、妻はすべてお見通しであったという。
37歳の時、大東通商株式会社からの出資を受け、赤のれんの業界拡大を図る。店舗名は「福のれん」と名称を変更し、当時としては珍しい『らぁめん居酒屋』という新業態として店舗拡大を図り、東京に博多ラーメンの文化を広めた。
48歳の時、18店舗まで拡大した福のれんは親会社にあたるマルハレストランシステムズに吸収され、それを機に福のれんから退職する。

### ラーメンスープ事業時代
49歳の時、福のれんの退職金を利用し、偽装無しの無添加本物のラーメンスープ（ストレートスープ）の販売を行うクックピット株式会社を設立。
当時飲食店経営の経験しかなかった本間は、新規スープ事業の営業方法などはわからず半年間一切営業しなかったため売上はずっと0円だった。7ヶ月目の時、これはいけないと業務用冷蔵庫を売却し、初めての売り上げを作るといったほど困難な経営を行なっていた。
その後会社のホームページを立ち上げると、毎月新規お問い合わせが増え続け、数年後には年商億円企業へと成長する。この会社の勢いに乗ったまま2017年8月にはタイに初の海外工場を設立する。

### コロナ時代
コロナウイルスの影響でラーメン業界は大打撃を受け、業績が悪化する。このコロナに対応すべく、揚州商人の元専務の剱持宏之と、鬼畜島などで知られる漫画プロデューサーの外園史明を引き抜き、アニメや漫画などのIPを活用した今までにない形のラーメン展開を仕掛け、見事にコロナ時代で業績回復を成功させている。

## 【経歴】
- 1957年1月3日、東京都北区に生まれる。
- 1975年3月、私立巣鴨高等学校普通科を卒業。
- 1976年3月、服部栄養専門学校調理師科卒業。
- 1976年4月、株式会社伊藤商店入社（割烹料理新宿車屋別館調理場勤務）。
- 1978年2月、株式会社伊藤商店退職（魚新設立の為円満退職）。
- 1978年3月、株式会社魚新入社（設立）。板前4人で創業し魚屋の一部を借りて高級仕出し弁当からスタートする（2008年ミシュラン一つ星（赤坂本店））。
- 1979年3月、人形町濱田家（魚新からの出向）（2008年、2009年ミシュラン連続三つ星）。
- 1980年1月、天ぷら魚新六本木勤務。新規開店のため濱田家より戻る。の本料理の天ぷらの経験はあるのだが、江戸前の天ぷらの経験がないため当時「天一」の一番人気の職人を独立させることを前提で店長として一年間招聘し技術を学ぶ。その後、独立をした天冨良よこ田は2008年ミシュラン一つ星。
- 1981年3月、天ぷら魚新店長就任。
- 1985年1月、株式会社魚新を円満退職。マネージメントを勉強する為にわがままを言っての退職。
- 1985年2月、ジャスコゼネラルミルズレストラン株式会社入社。レッドロブスター宮前店にて研修スタート。
- 1985年5月、レッドロブスター関町店勤務。店長として配属。研修終了後初の抜擢人事。
- 1987年4月、レッドロブスター関町店勤務。店長として配属、セールスコンクールで世界一（当時アメリカ約600店、カナダ約200店、日本25店）の販売数を記録し表彰される。
- 1987年10月、レッドロブスター川口店勤務。埼玉県一号店としてオープン店長として配属。128席と小型店ながら国内売上記録を樹立、また3ヶ月平日売上100万円を下回らない売上継続記録も記録（レッドロブスターUSから社長が視察に来る。最優秀店長として表彰されオーランド本社へ2週間の視察に行く。）。
- 1988年9月、レッドロブスター本部、スーパーバイザー就任。地区人事異動を繰り返しながら、最終北関東13店舗を統括、年間売上50億円を達成する。
- 1992年12月、博多らぁめん赤のれん（アルバイト勤務）。感動した味に惚れ込み弟子入りを懇願するも簡単に断られる。三度目の懇願でやっと許され12月4日より洗い場専門のアルバイトとして勤務スタート。
- 1993年3月、有限会社赤のれん社員として採用」、今までの経験が認められ同時に営業部長に就任。他店舗展開の夢に向かい新会社設立のための準備を開始。赤のれんの『味』、本間の『運営力』、そして後は『資金力』と考え、見合う企業に企画を持ち込む。
- 1994年2月、株式会社福のれん設立。取締役就任。有限会社赤のれん50％、大東通商株式会社50％の比率で6,000万円を出資してもらい、実務創業者として一任される。当時創業家以外ではグループ最年少役員になる。その他の役員は全員非常勤（大東通商はマルハの筆頭株主。マルハは大東グループ、林兼グループ、マルハグループがある。）
- 2001年1月、株式会社鼓福へ社名変更。
- 2002年11月、株式会社鼓福の常務取締役就任。
- 2005年8月、福のれんが18店舗まで拡大したタイミングで、マルハレストランシステムズに吸収される。
- 2005年12月、株式会社鼓福円満退職。
- 2006年8月、クックピット株式会社設立。インディペンデントコントラクター、いわゆる独立請負人として飲食コンサルタント、偽装無しの無添加本物のラーメンスープ（ストレートスープ）の販売、ラーメン店の経営、現在に至る。
- 2018年5月、書籍「ラーメンスープで世界を救う」を出版する。

## 【書籍】

### 著者
- 『ラーメンスープで世界を救う』（2018年5月22日、総合法令出版）